# Tidslinje över Jerevans historia

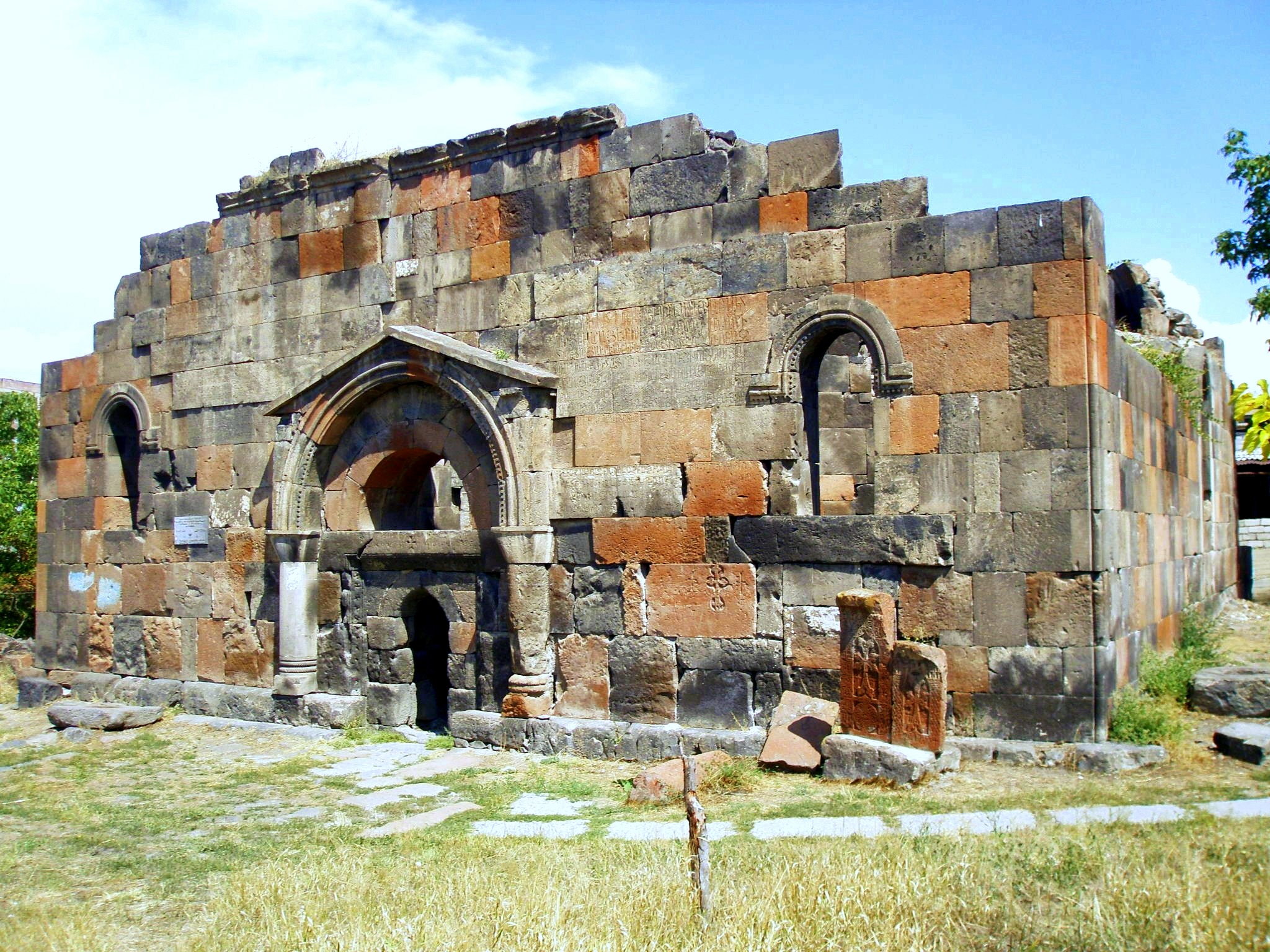
Heliga Guds moders Katoghike kyrkan i Avan, från slutet av 500-talet efter Kristus

Tidslinje över Jerevans historia är ett urval av händelser i den armeniska staden Jerevans historia. 

## Tiden före Kristus födelse
- Omkring 3200 f.Kr. – Shengavitbosättningen grundad
- 782 f.Kr. - Erebunifästningen i Erebuni grundad av kung Argishti I av Urartu.
- 331 f.Kr. – Slaget vid Gaugamela leder till uppkomsten av Kungariket Armenien.

## Första årtusendet efter Kristus födelse
- 590-talet e.Kr – Heliga Guds moders Katoghike kyrkan i Avan byggd.

## 1400-talet
- 1441 – Den Armeniska apostoliska kyrkan flyttar sitt säte till Etjmiadzin, 20 kilometer väster om Jerevan.

## 1500-talet
- 1582 - Turkar tar makten.[1]
- 1583 - Jerevans fästning byggd.

## 1600-talet
- 1604 - Jerevan erövrat av safaviderna från Persien.[2]
- 1615 - Jeravan belägrad av turkiska styrkor.
- 1679 - 1679 års jordbävning i Armenien

## 1700-talet
- 1724 – Jerevanfästningen intas av en ottomansk armé.
- 1736 - Jerevan blir huvudstad i Khanatet Jerevan.
- 1768 - Blå moskén byggd.

## 1800-talet
- 1827 - Rysslands erövring av Jerevan
- 1828 - Jerevan del av Ryssland enligt Traktatet i Torkamān.[1]
- 1830 - Röda bron återuppbyggd.
- 1837 - Tsarskayagatan anlagd.
- 1842 - Sankt Sarkiskatedralen återuppbyggd.
- 1877 - Jerevan Ararat konjaksfabrik tas i drift.

## 1900-talet
- 1915 - Flyktingar från det Armeniska folkmordet börjar anlända till Jerevan.[2]
- 1918 - Jerevan blir huvudstad i Armeniens första republik.[2]
- 1920
  - Turkiet avträder Armenien enligt Freden i Sèvres
  - Bolsjevikerna tar makten,[3] varefter Jerevan blir huvudstad i Armeniska socialistiska sovjetrepubliken.
  - Biografen Nairi öppnar.
- 1921 - Jerevans statliga universitet grundas.
- 1924 - Konstakademin grundas.
- 1931 - Sankt Nikolajkatedralen rivs.
- 1933 - Jerevans operahus invigs.
- 1936
  - Biografen Moskva öppnad.[4]
  - Komitas Pantheon grundat.
- 1940
  - Jerevans zoo öppnat.
  - Leninstatyn rest på Republikens plats.
- 1949 - Anläggandet av De förälskades park påbörjas.
- 1967
  - Skulpturen Moder Armenien rest i Segerparken.
  - Armeniska folkmordsmonumentet invigt på Tsitsernakaberd.
- 1970 – Tigran Petrosians schackhus invigda.
- 1977 - Jerevans TV-torn byggt.
- 1980 - Kaskaden byggd.
- 1981 - Jerevans tunnelbana tas i drift.
- 1982 - Aram Chatjaturjanmuseet invigt.
- 1988 – Inflöde av flyktingar i Jerevan efter Jordbävningen i Armenien 1988.[5]
- 1989 – Året med flest antal invånare i Jerevan
- 1991 – Armenien blir självständigt.

## 2000-talet
- 2004
  - Den första Jerevans internationalla filmfestival hålls.
  - Jerevans stadshus byggt.
- 2009 - Cafesjians konstmuseum invigt.